# Promoção de luta profissional
Na luta profissional, uma promoção ou companhia é uma empresa que realiza eventos de wrestling profissional como principal trabalho. Entre as maiores promoções temos nos Estados Unidos World Wrestling Entertainment (WWE), Total Nonstop Action Wrestling (TNA), Ring of Honor (ROH), e a National Wrestling Alliance (NWA), e as promoções mexicanas de lucha libre Consejo Mundial de Lucha Libre e Asistencia Asesoría y Administración.